# 성낙영 (1860년)
성낙영(成樂英, 1860년 음력 8월 5일 ~ ?)는 대한제국과 일제강점기 초기의 관료이다.

## 생애
본관은 창녕이다. 어릴 때부터 충청북도 괴산군에서 한학을 수학하였고, 1895년에는 무관양성소에 입학하여 1년 동안 재학했다.
1889년에 무과에 급제하여 관직에 나갔다. 1898년부터는 《황성신문》에서 근무하기도 했다. 대한제국 말기인 1906년에 황해도 풍천군 군수로 임명되었다.
1910년에 한일 병합 조약이 체결되면서 조선총독부 체제가 출범하였을 때 그대로 총독부 군수가 되었다. 고등관 8등의 황해도 송화군 군수에 임명되어 근무했다. 1912년에 일본 정부로부터 한국병합기념장을 수여받기도 했다. 1915년까지 송화군수로 재직 중이었고, 이때 종7위에 서위되어 있었다.
2008년 민족문제연구소가 발표한 친일인명사전 수록예정자 명단 중 관료 부문에 선정되었다.

## 참고자료
- 성낙영(成樂英) - 국사편찬위원회